# Sawyer (Dakota del Nord)
Sawyer è un centro abitato (city) degli Stati Uniti d'America, situato nella Contea di Ward, nello Stato del Dakota del Nord. Nel censimento del 2000 la popolazione era di 377 abitanti. La città è stata fondata nel 1898. Appartiene all'area micropolitana di Minot.

## Geografia fisica
Secondo i rilevamenti dell'United States Census Bureau, la località di Sawyer si estende su una superficie di 1,20 km², tutti occupati da terre.

## Popolazione
Secondo il censimento del 2000, a Sawyer vivevano 377 persone, ed erano presenti 108 gruppi familiari. La densità di popolazione era di 302 ab./km². Nel territorio comunale si trovavano 162 unità edificate. Per quanto riguarda la composizione etnica degli abitanti, il 98,14% era bianco, lo 0,53% era nativo, l'1,06% proveniva dall'Asia e lo 0,27% apparteneva ad altre razze. La popolazione di ogni razza ispanica corrispondeva all'1,06% degli abitanti.
Per quanto riguarda la suddivisione della popolazione in fasce d'età, il 29,4% era al di sotto dei 18, il 5,8% fra i 18 e i 24, il 30,8% fra i 25 e i 44, il 22,3% fra i 45 e i 64, mentre infine l'11,7% era al di sopra dei 65 anni di età. L'età media della popolazione era di 36 anni. Per ogni 100 donne residenti vivevano 107,1 maschi.